# Couvent des Cordeliers de Reims
Pour les articles homonymes, voir Couvent des Cordeliers et Cordeliers.
Le couvent des Cordeliers de Reims est un ancien couvent Franciscain de la commune française de Reims, datant du Moyen Âge. Ces vestiges sont depuis la fin de la Première Guerre mondiale un square qui fait l'angle des rues Voltaire, des Trois-Raisinets et de l'Isle et fait face à l'école Voltaire.

## Histoire
Les frères mineurs s'implantent à Reims au XIIIe en la ville où ils deviennent populaires, Guillaume de Joinville  les installait à côté de son château de ville. Ce bâtiment fut détruit avec le château lors d'une révolte des habitants. Henri de Braine leur permit de s'installer dans le centre-ville, populaires leur salle conventuelle accueille des réunions du Conseil de ville avant la construction de l'Hôtel de ville de Reims et certaines congrégations de marchands. Leur abbaye détruite par un incendie en 1450 fut relevée et embellie.

Lors de la Révolution française, les 850 livres sont versés en 1791 à la bibliothèque municipale. Le bâtiment est converti en filature après avoir été vendu comme bien national, conservant notamment son nom des Cordeliers. L'église est démolie en 1813. 
En 1914 les établissements Laîné l'utilise. Il subit néanmoins de grands dommages lors de la Première Guerre mondiale, au moins depuis 1915 d'après les œuvres témoignant. Les vestiges sont représentés par des artistes comme Gaston Laplace en 1915 et Marie Perrier en 1919.
Il n'est pas reconstruit après le conflit mais est transformé en square et accueille une aire de jeux pour enfants.

## Galerie

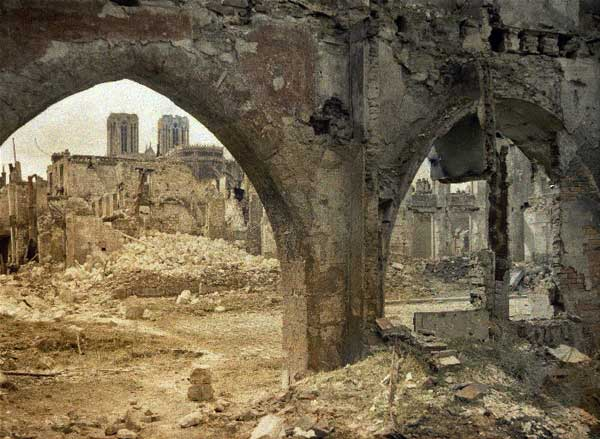
Ruines,
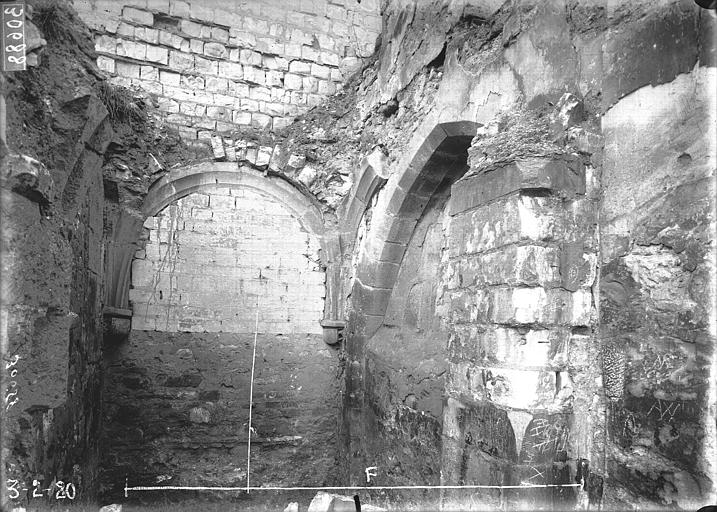
chapelle, images de la Grande Guerre,
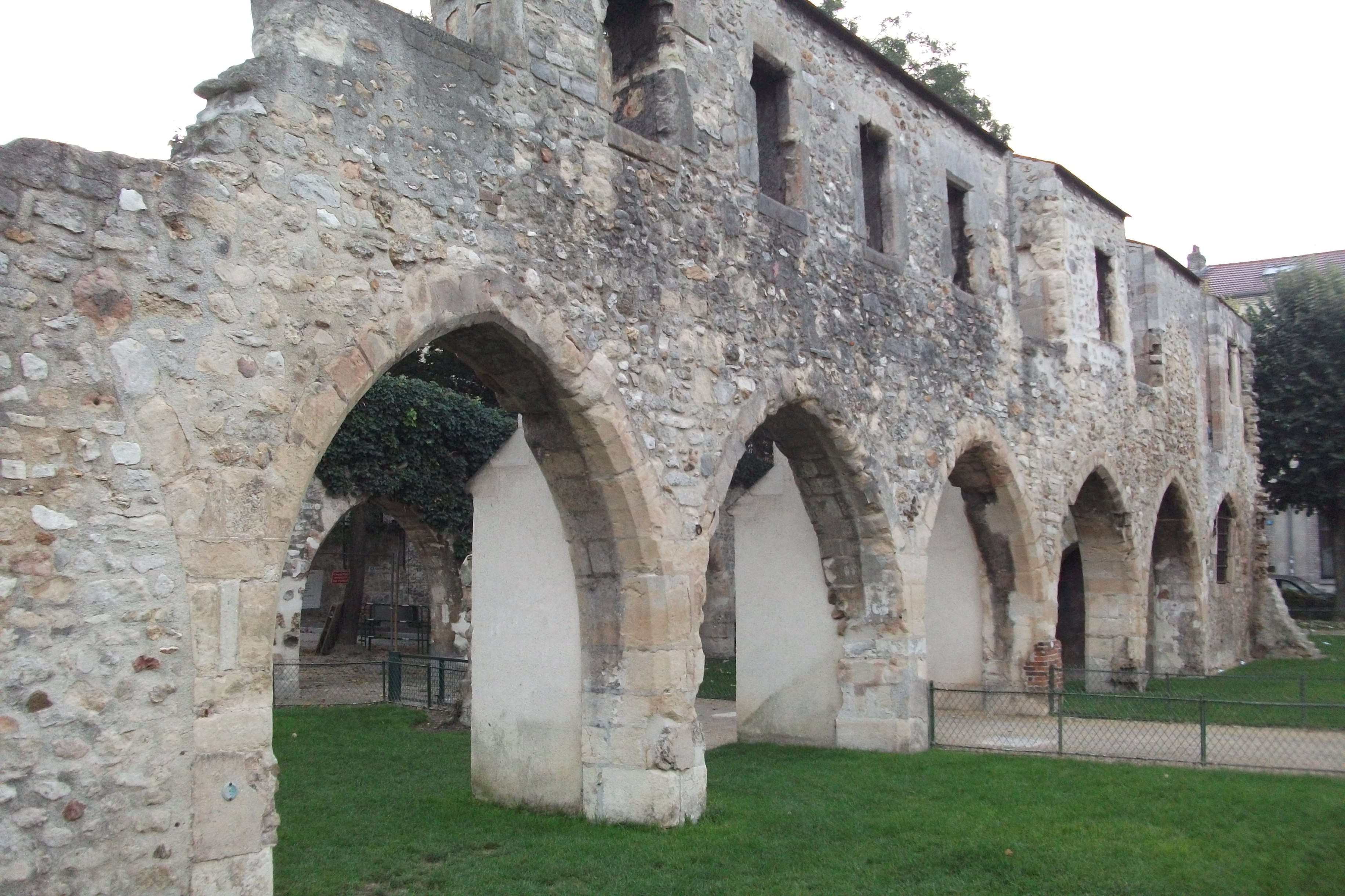
et actuellement.
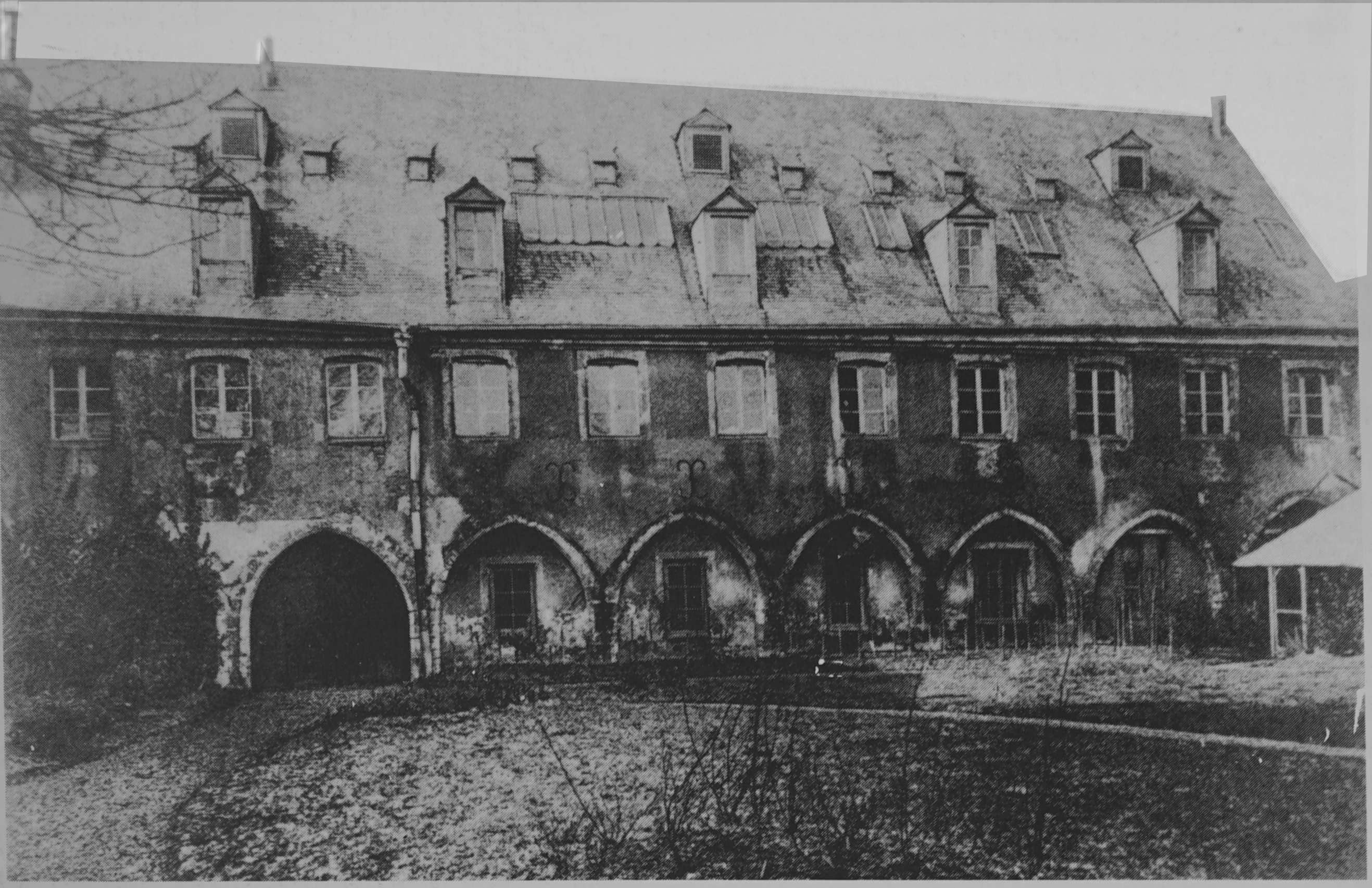
En 1914 et
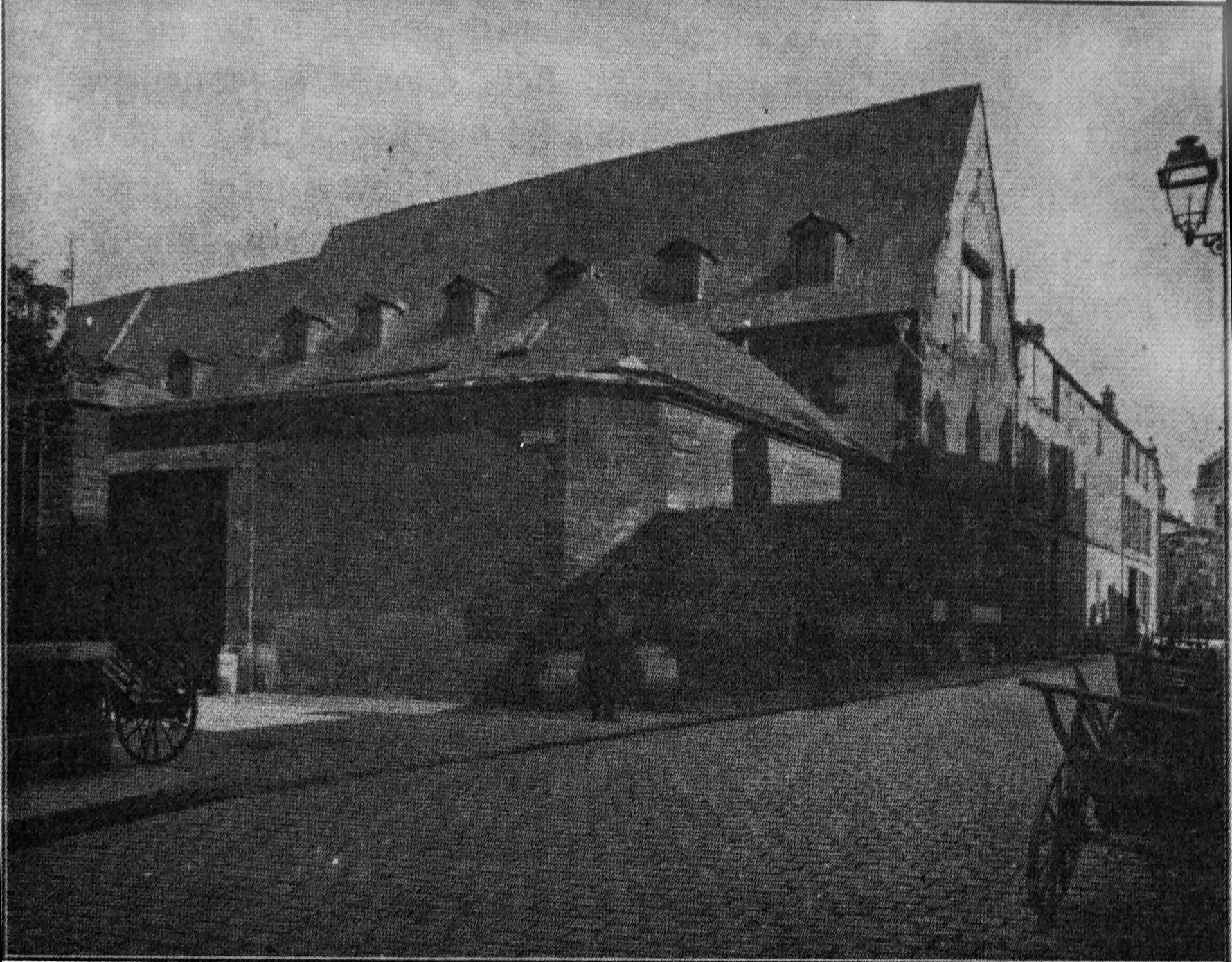
1913.
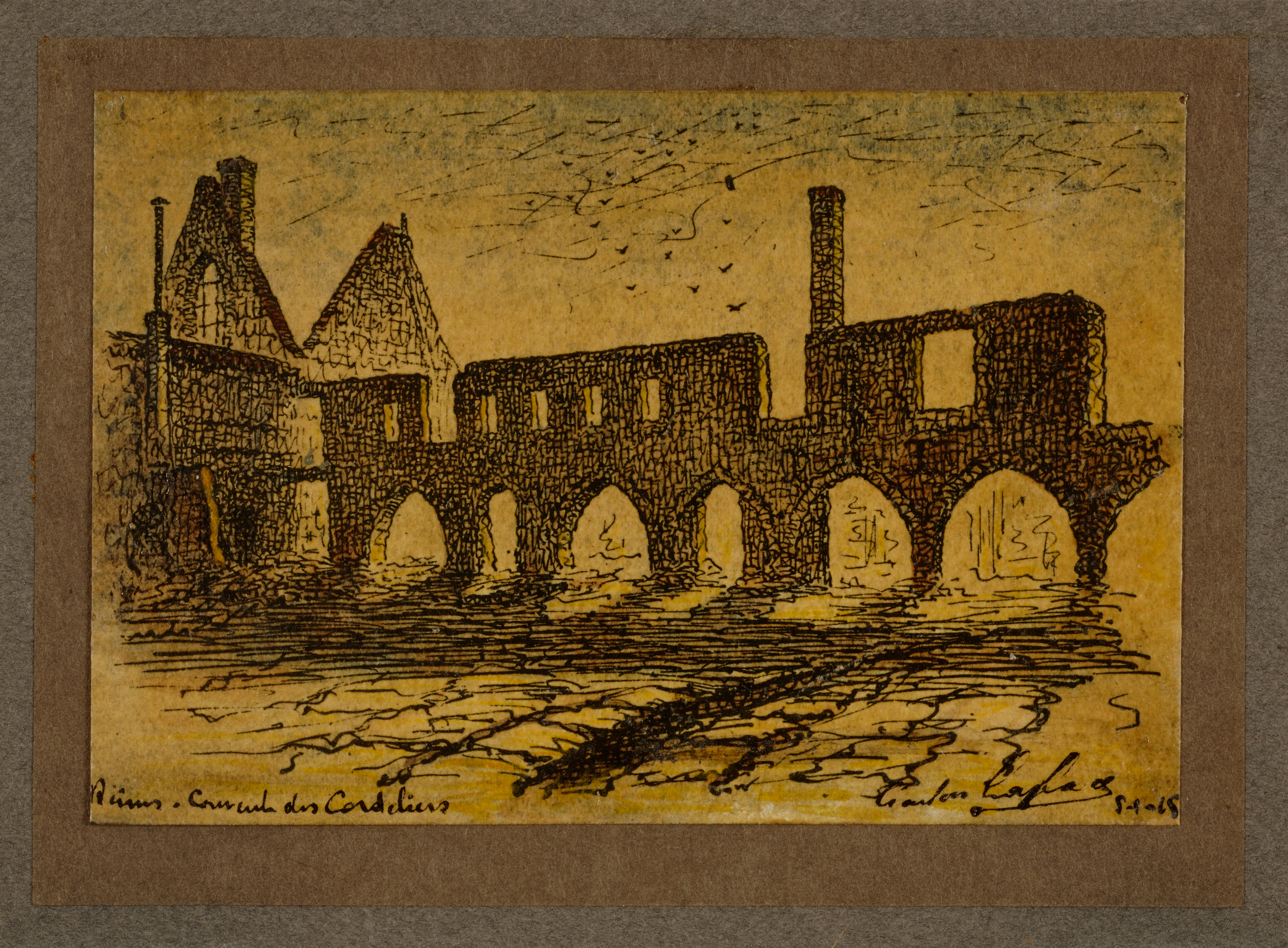
Couvent des Cordeliers de Reims en 1915, par Gaston Laplace
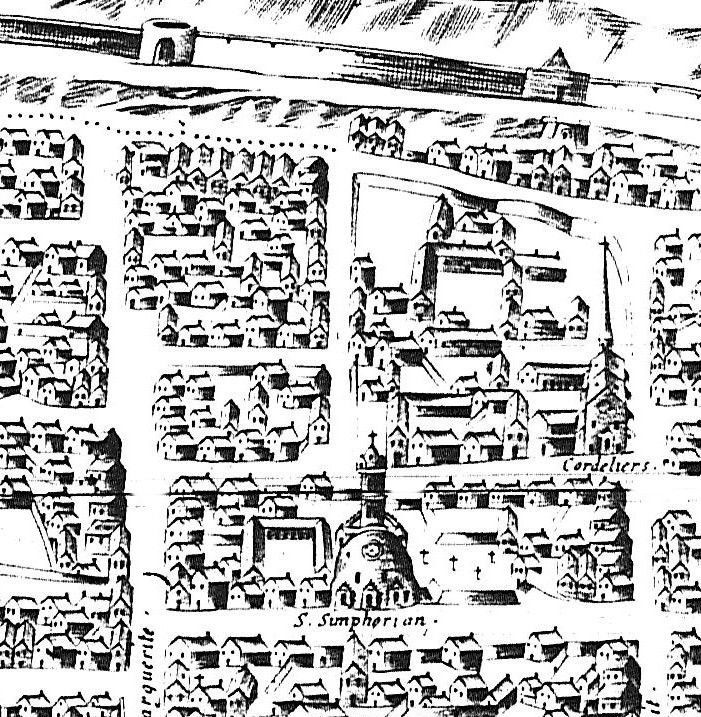
L'église du couvent à côté de celle st-Shymphorien, XIXe siècle.
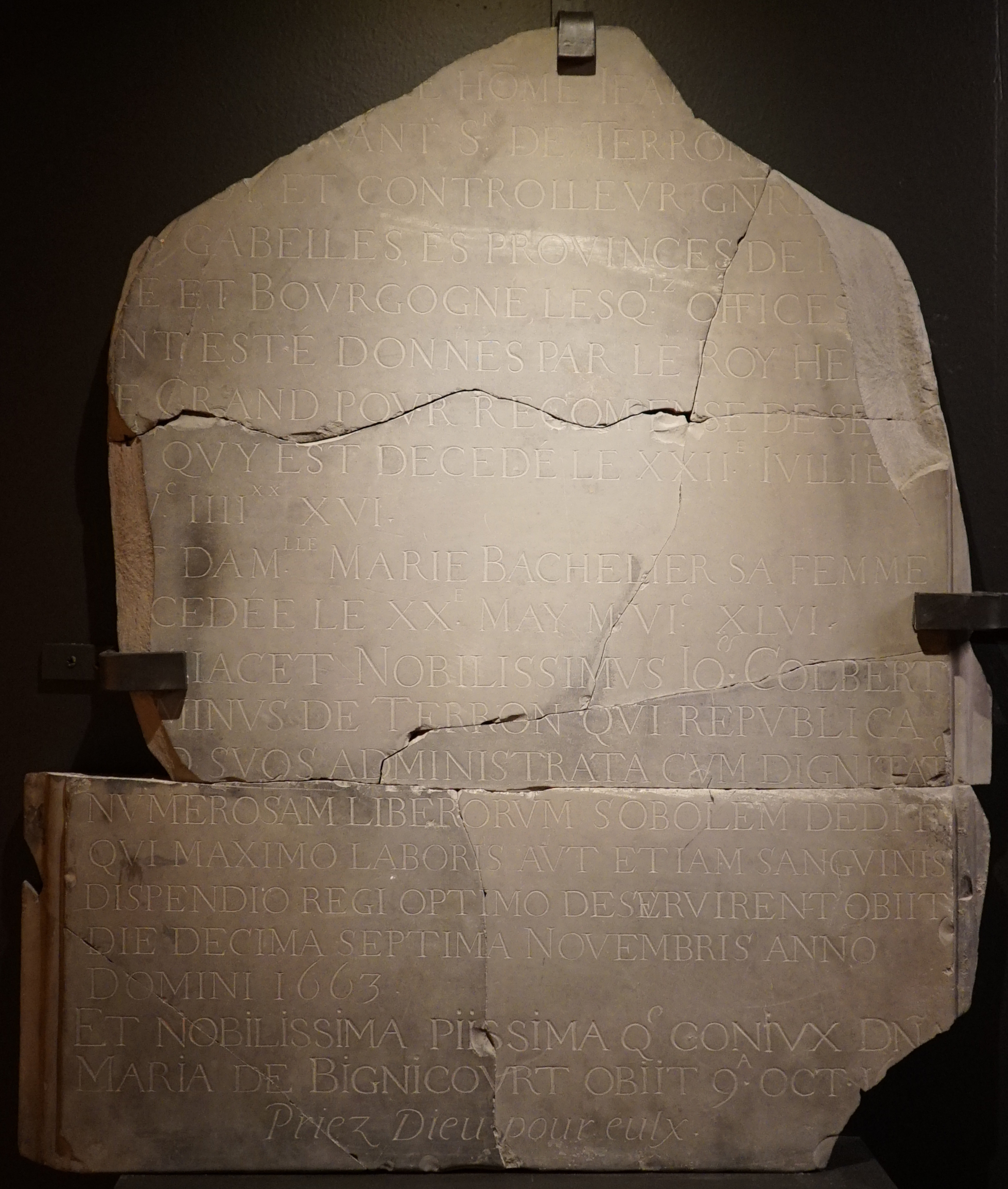
Dalle funéraire de la famille Colbert.

## Protection
Vestiges faisant l’objet d’une inscription au titre des monuments historiques depuis le 21 novembre 1925.